# Бончковский, Флавий Николаевич
Флавий Николаевич Бончко́вский (15 сентября 1909, Барнаул, Томская губерния — 16 ноября 1973) — гидротехник, гидромелиотратор, доктор сельскохозяйственных наук (1963), заслуженный деятель науки Таджикиской ССР. Работал заместителем Министра сельского хозяйства СССР (1964).

## Биография
Родился 16 сентября 1909 года в городе Барнауле в семье юриста Николая Бончковского; внук земского врача польского происхождения Франца Антоновича Бончковского (1846—1917). Брат Ростислава Бончковского, племянник Вячеслава Бончковского.
С 1920 года жил в Красноярске. Чемпион Красноярска по шахматам, заведовал шахматным отделом в газете «Красноярский рабочий». В 1929—1932 годах работал на строительстве ирригационных сооружений в Красноярском крае.
Окончил Институт гидротехники и мелиорации в Москве (1937), научную деятельность начал там же в качестве ассистента. В Таджикистане начал работать в 1940 году. Старший преподаватель, затем доцент Таджикского сельскохозяйственного института, в 1947—1949 и 1954—1956 годах заведующий кафедрой геодезии и мелиорации, в 1949—1953 годах проректор по науке, в 1956—1957 годах научный сотрудник НИИ почвоведения. Далее продолжил свою научную деятельность в качестве преподавателя Крымского сельскохозяйственного института. В 1964 году заместитель министра сельского хозяйства СССР. Затем с 1965 года и до конца жизни возглавлял управление науки и техники (с 1971 года — главное управление науки) Министерства мелиорации и водного хозяйства СССР.
Умер 16 ноября 1973 года после тяжёлой болезни.

## Семья
Жена Юлия Николаевна Бончковская. Дети — Николай (инженер-физик, кандидат технических наук), Татьяна (геофизик), Дмитрий.